# Луи, дофин на Франция (1729 – 1765)
Луи Фердинанд дьо Бурбон (на френски: Louis-Ferdinand de Bourbon) e по-големият от синовете на Луи XV и Мария Лешчинска.

## Бракове
Луи се оженва на 23 февруари 1745 г. за братовчедка си инфантата на Испания Мария Тереза Рафаела, която умира при раждането на тяхната дъщеря. Момиченцето живее само 3 години. Останал вдовец на 17 години, Луи страда много от смъртта на Мари-Тереза, но положението му на дофин налага нов брак, който да му позволи да има мъжки наследници.
Той се жени повторно на 9 февруари 1747 г. във Версай за Мария Жозефа Сакска, която му ражда 9 деца. Въпреки това, все така привързан към покойната Мари-Тереза, той се отнася с германската принцеса студено, дори презрително. Мария Жозефа обаче е интелигентна жена и постепенно с подкрепата на сестрите на Луи, успява да спечели неговата любов и двамата в крайна сметка образуват много единна двойка.

## Отношения с баща си Луи ХV
Луи никога не е бил близък с баща си. Изневерите на краля, които Луи открито не одобрява, стават причина двамата за дълго да охладнеят един към друг. Луи демонстрира неприкрито презрение към любовницата на баща си мадам дьо Помпадур. Въпреки тези разногласия обаче дофинът участва заедно с баща си в битката при Фонтноа (1745), където показва голяма смелост, което не пречи да получи от устата на краля следния урок по човечност: „Кръвта на враговете ни също е човешка кръв. Истинската слава е в това да не я проливаш.“ („Le sang de nos ennemis est toujours le sang des hommes. La vraie gloire c'est de l'épargner.“).
От 1757 г. след атентата на Робер Франсоа Дамиен срещу краля, при който Луи и приближените му успяват да обезоръжат нападателя, дофинът е поканен да участва в Кралския съвет, където той прави впечатление с консервативната си позиция.

## Характеристика
Луи е много набожен, целомъдрен и верен на съпругата си, което е рядкост във френския двор. Сериозният му вид го правел да изглежда педант. Предпочита медитацията пред физическите упражнения, не участва в лова, въпреки че това било занимание запазено само за благородници, и е първият Бурбон, който се отличава с пълната си фигура.
Четири от деветте деца на Луи умират съвсем малки. Особено голяма мъка му причинява загубата през 1761 г. на най-големия му син, едно десетгодишно дете с обещаващо бъдеще. Луи прехвърля любовта си не към следващия си син, бъдещия Луи XVI, а към по-малкия – бъдещия Луи XVIII, който е с по-открит и любознателен характер.

## Смърт
Луи Фердинанд умира от туберкулоза на 36 години, 8 години преди баща си и 3 години преди майка си, оставяйки семейството си неутешимо.
Погребан е в катедралата в Сен-Етиен. Съпругата му, която се грижи за него по време на болестта му, също се заразява и умира 2 години по-късно. Гробницата на Луи е осквернена през Революцията (март 1794), когато тялото му е изхвърлено в помийна яма. Благодарение на свидетели останките му са открити и преместени отново в катедралата на 8 декември 1814 г.

## Потомци
- Мари Тереза (1746 – 1748)
- Мари Зефирин (1750 – 1755)
- Луи (1751 – 1761), херцог на Бургундия
- Ксавие (1753 – 1754), херцог на Аквитания
- Луи XVI (1754 – 1793)
- Луи XVIII (1755 – 1824)
- Шарл X (1757 – 1836)
- Клотилд Френска (1759 – 1802), кралица на Сардиния (1796 – 1802)
- Елизабет Френска (1764 – 1794), убита по време на Революцията.